# Barringtonite
La barringtonite è un minerale riconosciuto dall'Associazione Mineralogica Internazionale (IMA), ma in fase di conferma, quindi non possiede ancora un suo simbolo IMA. Appartiene alla famiglia dei "carbonati e nitrati" e possiede composizione chimica MgCO3 • 2(H2O).

## Etimologia e storia
La barringtonite prende il nome dalla località di ritrovamento, Barrington Tops, nel Nuovo Galles del Sud (Australia).

## Classificazione
La classica nona edizione della sistematica dei minerali di Strunz, aggiornata dall'Associazione Mineralogica Internazionale nel 2009, elenca la barringtonite nella classe "5. Carbonati (nitrati)" e nella sottoclasse "5.C Carbonati senza anioni aggiuntivi, con H2O"; questa è ulteriormente suddivisa in base alla dimensione dei cationi coinvolti, in modo tale da trovare la barringtonite nella sezione "5.CA Con cationi di media dimensione" dove è l'unico membro del sistema nº 5.CA.15.
Tale classificazione resta invariata anche nell'edizione successiva, proseguita dal database "mindat.org" e chiamata Classificazione Strunz-mindat.
Nella Sistematica dei lapis (Lapis-Systematik) di Stefan Weiß la barringtonite si trova nella classe dei "nitrati, carbonati e borati" e nella sottoclasse dei "carbonati contenenti acqua, senza anioni estranei" dove forma il sistema nº V/D.01 insieme a nesquehonite, lansfordite, hellyerite, monoidrocalcite e ikaite.
Anche la classificazione dei minerali secondo Dana, usata principalmente nel mondo anglosassone, elenca la barringtonite nella famiglia dei "carbonati, nitrati e borati"; qui è nella classe dei "carbonati idrati" e nella sottoclasse dei "carbonati idrati con A+(XO3) • x(H2O)" dove forma il sistema nº 15.01.05 come unico membro.

## Abito cristallino
La barringtonite cristallizza nel sistema triclino nel gruppo spaziale P1 (gruppo nº 1) oppure P1 (gruppo nº 2) con le costanti di reticolo a = 9,15 Å, b = 6,2 Å, c = 6,09 Å, α = 94°, β = 95,5° e γ = 108,7°, oltre ad avere 4 unità di formula per cella unitaria.

## Origine e giacitura
La barringtonite si forma dalla lisciviazione del magnesio contenuto nei basalti di olivina a causa di cascate d'acqua meteorica alla temperatura di circa 5°C; la paragenesi è con nesquehonite.
La barringtonite è un minerale molto raro ed è stato trovato solo a Barrington Tops nel Nuovo Galles del Sud (Australia) e in un probabile sito in Grecia, presso il distretto minerario di "Laurio" (presso Lavreotiki, nell'Attica; Grecia).

## Forma in cui si presenta in natura
La barringtonite si presenta in fibre, noduli o cristalli radiali di dimensioni fino a 0,03 mm e anche in incrostazioni nodulari.
Il minerale, semitrasparente, è incolore mentre il colore del suo striscio sulla mattonella di prova è bianco.